# Drobilica
Drobilica je građevinski stroj za usitnjavanje kamenoga materijala radi dobivanja tučenca, sitneži i pijeska. Prema načinu drobljenja drobilica može biti čeljusna ili kružna. 

## Čeljusna drobilica
Čeljusna drobilica unutar svojega plašta ima jednu nepomičnu i jednu pomičnu čeljust. Razlikuju se tri tipa čeljusnih drobilica: 
- drobilica s ekscentrom na gornjem dijelu pomične čeljusti sa stupnjem drobljenja (odnos ulazne i izlazne veličine zrna) 1 : 3 do 1 : 4 i učinkom od 0,75 do 1,0 m³/h;
- drobilica s dvostrukom koljenastom polugom, sa stupnjem drobljenja 1 : 5 do 1 : 7 i učinkom od 60 do 300 m³/h, koja daje listićasti oblik zrna;
- udarna drobilica (koso položene čeljusti) sa stupnjem drobljenja 1 : 5 do 1 : 10 i učinkom od 8 do 50 m³/h, koja daje kubičasti oblik zrna.

## Kružna drobilica
Kružna drobilica sastoji se od čeličnoga, zvonastog plašta, vratila s masivnim čeličnim stošcima i montažnim naboranim čeličnim pločama, a stupanj drobljenja joj je 1 : 12 do 1 : 20 i učinak od 25 do 200 m³/h.